# P.U.N.K.S.
Pour les articles homonymes, voir Punk.
Pour plus de détails, voir Fiche technique et Distribution.
P.U.N.K.S. est un film américain réalisé par Sean McNamara, sorti en 1999 aux États-Unis, inédit en France.

## Synopsis
Le jeune Drew Utley comprend que son père est utilisé comme une marionnette par Edward Crow, son patron, et qu'il travaille dans une mauvaise organisation. Drew vole un costume surnaturel, et avec son amie Samantha et des amis d'école, ils vont essayer de sauver son père.

## Fiche technique
- Titre original : P.U.N.K.S.
- Titre français : inédit en France
- Réalisation : Sean McNamara
- Langue : anglais
- Durée : 115 min
- Genre : Comédie fantastique
- Sortie États-Unis : 1999 en vidéo
- Sortie France : inédit

## Distribution
- Tim Redwine : Drew Utley
- Randy Quaid : Pat Utley
- Henry Winkler : Edward Crow
- Jessica Alba : Samantha Swoboda
- Scott L. Schwartz : un prisonnier
- Louan Gideon : Ms. Grimes